# Arthrosporum
Arthrosporum is een geslacht van korstmossen behorend tot de familie Ramalinaceae. De typesoort is Arthrosporum populorum. Deze soort is later overgeheveld naar het geslacht Toninia onder de naam Toninia populorum.

## Soorten
Volgens Index Fungorum bevat het geslacht een soort (peildatum februari 2023):
| Soortnaam                | Auteur(s)         | Publicatiejaar |
| ------------------------ | ----------------- | -------------- |
| Arthrosporum acclinoides | (Nyl.) H. Olivier | 1911           |